# Melika Foroutan
Mélika Foroutan, née en 1976 à Téhéran, est une actrice germano-iranienne.

## Biographie
De 1995 à 1998, Mélika Foroutan étudie la philosophie, l'anglais et l'histoire à Cologne. Elle s'inscrit ensuite dans la classe de théâtre de l'université des arts de Berlin où elle obtient son diplôme en 2002 après trois ans. Pendant les trois années suivantes, elle rejoint la troupe du Schauspielhaus de Leipzig.
Elle obtient son premier grand succès en 2006 avec le drame Wut (Colère).[réf. nécessaire] En 2015, elle reçoit le prix de la meilleure actrice au Hessischer Filmpreis pour Louise Boni. En 2020, elle est membre du jury du Festival international du film de Thessalonique.

## Filmographie

### Cinéma
- 2000 : Für dich mein Herz de Johannes von Gwinner : Julia
- 2004: Das Zimmermädchen und der Millionär d'Andreas Senn : Tanja
- 2006 : Vogel im Käfig de Marco Gadge : Antje
- 2006 : Krieg der Frauen de Kathrin Feistl
- 2006 : Wut de Züli Aladag : Dominique
- 2007 : Bittersüsses Nichts d'Annalena Duken : Mia Adler
- 2007 : Drei Reisende de Jan Thüring
- 2008 : Die dunkle Seite de Peter Keglevic : Vera Gemini
- 2008 : Rendez-vous à Palerme (Palermo Shooting) de Wim Wenders : Anke
- 2009 : Der Kapitän – Packeis d'Axel Barth
- 2009 : 66/67: Fairplay Is Over de Jan-Christoph Glaser et Carsten Ludwig : Özlem
- 2011 : Vorstadtkrokodile 3 de Wolfgang Groos : Une médecin
- 2011 : Von Mäusen und Lügen de Sibylle Tafel : Mathilda Lenz
- 2011 : Der Duft von Holunder de Petra Katharina Wagner : Sofie Möller
- 2011 : Der Mann mit dem Fagott (de) de Miguel Alexandre : Anna Bockelmann
- 2011 : Es ist nicht vorbei de Francis Meletzky : Monika Limberg
- 2012 : Das Ende einer Nacht de Matti Geschonneck : Anette Hollenkamp
- 2012 : Schief gewickelt de Lars Becker : Carmen
- 2013: Entre ennemis (Unter Feinden) de Lars Becker : Didem Osmanoglu
- 2014 : Sarajevo : Marija Jeftanovic
- 2014 : Le Sourire des femmes (Das Lächeln der Frauen) de Gregor Schnitzler : Aurélie Bredin
- 2014 : Die Mamba d'Ali Samadi Ahadi (en) : Sherazade
- 2014 : Begierde - Mord im Zeichen des Zen de Brigitte Bertele : Louise Boni
- 2015 : Begierde - Jäger in der Nacht de Brigitte Bertele : Louise Boni
- 2016 : Der gute Bulle de Lars Becker : Melissa Bols
- 2017 : Reich oder Tot de Lars Becker : Soraya Nazari
- 2018 : Wiener Blut de Barbara Eder : Fida Emam
- 2020 : Mediterráneo de Marcel Barrena : Rasha
- 2022 : Old people de Andy Fetscher : Ella

### Télévision
- 2004 : Blond: Eva Blond! de Hermine Huntgeburth : Aischa Aslan (saison 2, épisode 1)
- 2006 : Alles über Anna : Mélanie Berger (10 épisodes)
- 2007-2010 : Berlin, brigade criminelle (KDD – Kriminaldauerdienst) d'Orkun Ertener : Sylvia Henke
- 2008 : Lutter de Torsten Wacker : Irina Kovac (saison 1, épisode 4)
- 2008 : Nachtschicht de Lars Becker : Soraya Ramzi (saison 1, épisode 5)
- 2009 : Flemming de Claudia Garde : Tonja Rauh (saison 1, épisode 3)
- 2010 : Stolberg de Bettina Wente (saison 5, épisode 2)
- 2011 : Und dennoch lieben wir de Matthias Tiefenbacher : Carolin Winter
- 2011 : Unter Verdacht de Florian Kern : Procureur général (saison 1, épisode 18)
- 2013 : Die Kronzeugin – Mord in den Bergen de Christiane Balthasar : Ines Meder
- 2013 : Weissensee de Friedemann Fromm : Anne Schroth (saison 2, épisode 1)
- 2019 : Tribes of Europa de Philip Koch et Florian Baxmeyer : Varvara
- 2020 : Il Pastore d'Andreas Prochaska : Christina Melauer (saison 1, épisodes 1 et 2)
- 2022 : L'Impératrice de Katharina Eyssen et Lena Stahl: Sophie de Bavière